# パヴロフの家
パヴロフの家（パヴロフのいえ、ロシア語: Дом Павлова）は、スターリングラード攻防戦における激戦区のひとつとなったアパートの通称。ここを占拠し苛烈な攻撃から守り通したヤーコフ・パヴロフ軍曹の名をとって後にこう呼ばれるようになった。

## 概要
スターリングラード（現ヴォルゴグラード）市街の中心部にあった四階建ての建物で、1月9日広場（血の日曜日事件にちなんで名づけられた）を見下ろすようにして、ヴォルガ川の堤防脇に建てられている。
1942年の9月に侵攻中のドイツ軍がこの建物を攻撃したので、ソ連親衛第13狙撃師団(13th Guards Rifle Division)はこの建物を守るよう命令を下した。負傷した上司に代わって指揮官を務めていたヤーコフ・パヴロフの部隊がここを守ることになった。当初、生存者がたった4人という過酷な戦いになったが、パヴロフの部隊は命令通りに、この建物を奪われることなく守り続けた。
しばらくして機関銃や対戦車銃、迫撃砲を装備した増援が到着した。全員で25人になった守備隊の兵士たちは、アパートの周囲に有刺鉄線と地雷を設置し、窓には対戦車ライフルや機関銃を据えた。また、建物内の壁と天井をぶち抜き味方同士の連絡と補給を円滑にし、同時に塹壕を掘って建物外から友軍が出入りできるようにもした。
こうしたことで、ドイツ軍の爆撃や砲撃があっても、ボートを使って川の向こう岸から運ばれてきた補給物資をこの塹壕を通じて内部に運び込むことができるようになった。
しかし、やはり食料や水はすぐに切れ、特に水不足は深刻だった。満足な数のベッドがないため、兵士達は配管から剥した断熱材の上でなんとか寝ようとした。しかし昼夜を問わず攻撃してくるドイツ軍が放つ、耳をつんざくような機関銃の音だけはどうしようもなかった。
ドイツ軍はこの建物を陥落させるべく、一日のうちに何回も攻撃を試みた。ドイツ軍の歩兵や戦車がなんとか広場を横切って建物に近づこうとするたびに、パヴロフたちは陣地の中や窓、あるいは屋根の上から強力な砲火を浴びせて応戦した。広場が死体と鉄屑の山で覆われるほどになっても、ドイツ軍はなおここを攻め落とすべく挑戦しなければならなかった。
反撃を開始していたソビエト軍の救援が11月25日に到着したことで、戦いは終了した。1942年の9月23日から続けられた激しい戦いを、パヴロフの部隊、そして未だそこで暮らしていたロシア人の市民たちは耐え抜いた。

## 攻防戦の象徴として

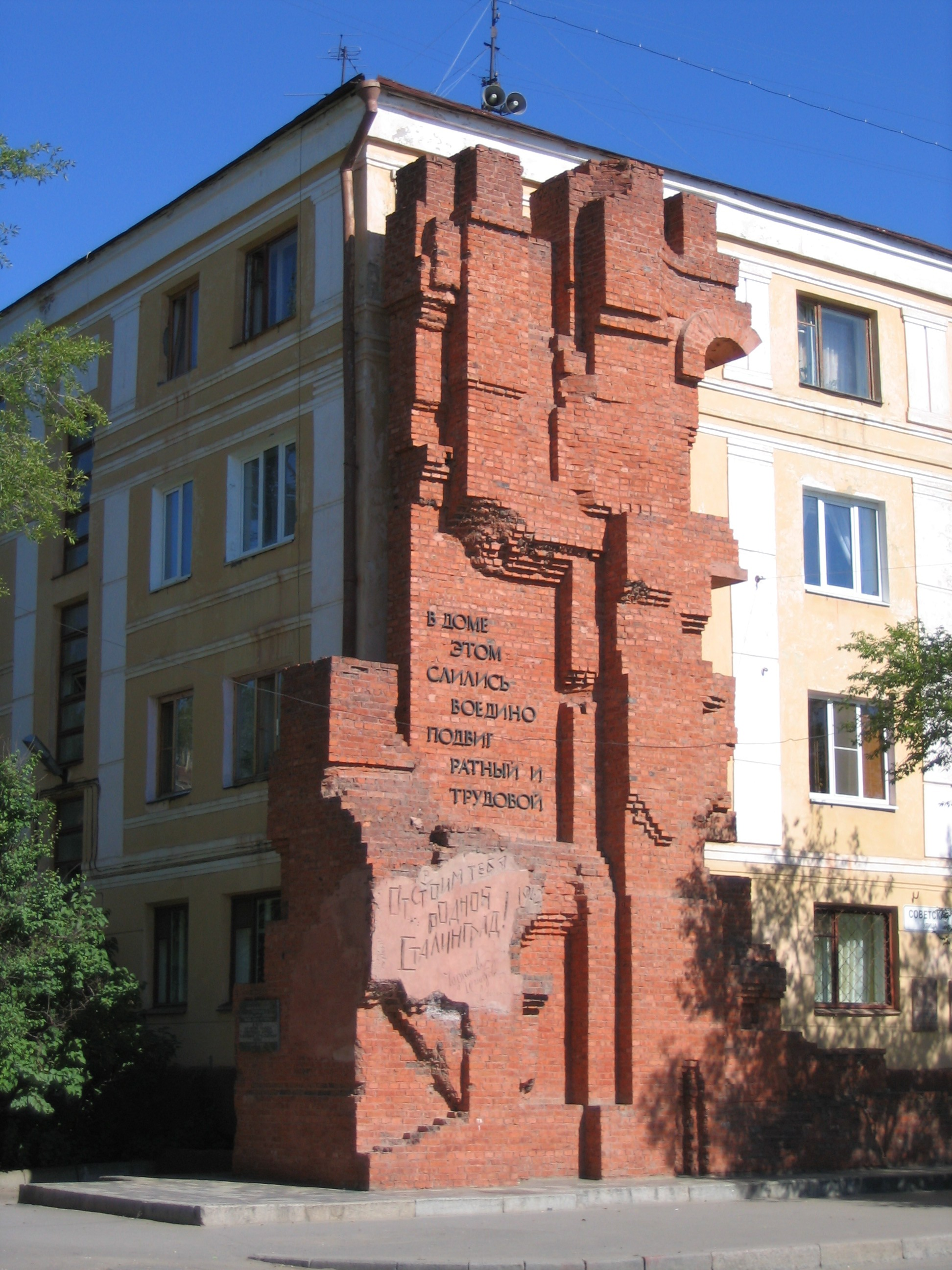
パブロフの家の現状と、壁面の記念碑

戦争以前、ドイツ軍はソ連の諸都市を占拠して国全体を征服するのに数週間もかからないだろうと考えていた。しかし蓋をあけてみれば、二ヶ月かけてもこの半ば廃墟と化した、せいぜい十数人程度の兵士によって守られた家屋のひとつすら占領できなかったのである。その意味で、「パヴロフの家」はスターリングラード攻防戦、ひいては独ソ戦全体を通してソビエト軍が見せた我慢強い抵抗の象徴として見られるようになった。
このことは、ドイツの地図においてこのアパートが建つ1月9日広場が要塞として記載されていることからも窺える。
スターリングラード攻防戦において第62軍司令官だったワシーリー・チュイコフは、回顧録の中でパヴロフの家を守った兵士の名前十余名を記した上で、「この小集団が家を守った戦いで、ナチスはパリを攻略した時よりも多数の兵士を失っている」と讃えている。
戦後、「パヴロフの家」は再築され、現在に至るまでアパートとして使用されており、戦闘後にヴォルガ川の東側に散らばっていたレンガから造られた記念碑が壁面に飾られている。
またパヴロフはこの戦闘での功績により、ソ連邦英雄の称号を与えられた。

## パヴロフの家の防衛者
家を防衛した人数は定かではなく24人〜31人（無名の兵士を含めて約50人いたとも）とされている。また、地下室には30人ほどの民間人が居て、ドイツ軍からの砲撃による火災で重症を負った者もいた。
| №  | 名前                             | 階級/役職                     | 装備           | 国籍         |
| -- | -------------------------------- | ----------------------------- | -------------- | ------------ |
| 1  | ヤーコフ・パヴロフ               | 二等軍曹 機関銃分隊長         | 短機関銃       | ロシア人     |
| 2  | ヴァシリー・グルシェンコ         | 一等兵                        | 軽機関銃       | ウクライナ人 |
| 3  | アレクサンダー・アレクサンドロフ | 二等兵                        | 軽機関銃       | ロシア人     |
| 4  | ニキータ・チェルノゴロフ         | 二等兵                        | 軽機関銃       | ロシア人     |
| 5  | イヴァン・アファナシエフ         | 中尉 機関銃小隊長（守備隊長） | マキシム機関銃 | ロシア人     |
| 6  | アレクセイ・チェルニーシェンコ † | 少尉 迫撃砲分隊長             | 迫撃砲         | ウクライナ人 |
| 7  | テレンティ・グリディン           | 二等軍曹                      | 迫撃砲         | ロシア人     |
| 8  | イリヤ・ヴォロノフ               | 一等軍曹 機関銃班長           | 重機関銃       | ロシア人     |
| 9  | ハイチ・ヤコブレヴィッチ †       | 二等軍曹                      | 短機関銃       | ユダヤ人     |
| 10 | アレクセイ・イヴァシチェンコ     | 二等軍曹                      | マキシム機関銃 | ウクライナ人 |
| 11 | イヴァン・スヴィリン †           | 二等兵                        | 軽機関銃       | ロシア人     |
| 12 | ミハイル・ボンダレンコ           | 二等兵                        | 軽機関銃       | ウクライナ人 |
| 13 | パーヴェル・ドヴジェンコ         | 二等兵                        | マキシム機関銃 | ウクライナ人 |
| 14 | アンドレイ・ソブガイダ           | 一等軍曹 対戦車分隊長         | 対戦車銃       | ウクライナ人 |
| 15 | ファイズラーフマン・ラマザノフ   | 一等兵                        | 対戦車銃       | タタール人   |
| 16 | グリゴリー・ヤキメンコ           | 二等兵                        | 対戦車銃       | ウクライナ人 |
| 17 | ムルザエフ・タリベイ             | 二等兵                        | 対戦車銃       | カザフ人     |
| 18 | トゥルディエフ・マブラット       | 二等兵                        | 対戦車銃       | タジク人     |
| 19 | トゥルグノフ・カモリョン         | 二等兵                        | 対戦車銃       | ウズベク人   |
| 20 | キセーレフ В. М.                 | 二等兵                        | 短機関銃       | ロシア人     |
| 21 | ニコ・モシアシュヴィリ           | 二等兵                        | 短機関銃       | グルジア人   |
| 22 | サラエフ В. К.                   | 二等兵                        | 短機関銃       | ロシア人     |
| 23 | アンドレイ・シャポヴァロフ       | 二等兵                        | 短機関銃       | ロシア人     |
| 24 | ガリャ・ホホロフ                 | 二等兵 狙撃兵                 | 狙撃銃         | カルムイク人 |

|  | 偵察部隊   |
|  | 迫撃砲分隊 |
|  | 機関銃班   |
|  | 対戦車分隊 |

## 創作との関連
- ゲーム『コール オブ デューティ』では、ソビエト兵としてここを占拠し、援軍到着までドイツ軍の波状攻撃から守り抜くというミッションが登場する。その場面でのプレイヤーの上官はパヴロフ軍曹をモデルにしており、名前も「Sgt. Pavlov」となっている。マルチプレイヤーモードではそのマップは「パブロフの家（mp_pavlov）」として登録されている。
- ゲーム『Unreal Tournament 2004』のMOD「Red Orchestra」の初期バージョンにもここが登場し、ソビエト軍とドイツ軍が建物の占拠を競う。
- ゲーム『バトルフィールド1942』のMOD「Forgotten Hope」にもここが登場し、ソビエト軍とドイツ軍が建物の占拠を競う。